# Central Park
Central Park – park miejski w Nowym Jorku będący oazą zieleni. Położony w centrum Manhattanu, między 110. ulicą (Central Park North) na północy i 59. ulicą (Central Park South) na południu oraz Ósmą Aleją (Central Park West) na zachodzie i Piątą Aleją na wschodzie. Zajmuje 843 akry powierzchni (341 hektarów) będąc prostokątem o szerokości 850 m (w kierunku wschód-zachód) i długości 4120 metrów (północ-południe).

## Historia

Mapa Central Parku

Kiedy w 1853 władze Nowego Jorku podjęły decyzję o zagospodarowaniu terenu na park miejski, było to „odludzie” (znajdowała się tam jedynie mała osada zamieszkana głównie przez zbiegłych czarnoskórych niewolników) pomiędzy Nowym Jorkiem a wioską Harlem. W 1857 ogłoszony został konkurs na koncepcję parku. Wygrał projekt Fredericka Law Olmsteda i Calverta Vaux nazwany The Greensward Plan.
Budowa parku trwała 15 lat, pracowało przy niej 20 tysięcy robotników. Dużym wyzwaniem było przekształcenie bagien w teren nadający się do użytku. Wymagało to zasadzenia kilkuset tysięcy drzew i krzewów oraz nawiezienia 3 mln m³ ziemi. Park jest utworzony w stylu angielskim. Posiada wiele rozległych łąk, kilkanaście wzgórz oraz ścieżki dla pieszych. Największym atutem parku jest duża liczba drzew (26 tysięcy), prawie całkowicie zasłaniających zabudowania miejskie. Park zagospodarowany jest atrakcyjnie pod względem sportowym i wypoczynkowym, dostępne są place zabaw dla dzieci. Znajduje się tu także wiele rzeźb oraz niewielki ogród zoologiczny, Central Park Zoo. Spośród kilkudziesięciu pomników najokazalszym i największym jest monument króla Władysława Jagiełły ustawiony w 1945 po wschodniej stronie Żółwiowego Stawu (Turtle Pond).
Z założenia park miał być miejscem wypoczynku dla nowojorczyków. Z biegiem czasu został także uznany za rodzaj społecznego eksperymentu mającego na celu asymilację nowojorczyków z niższych i wyższych warstw społecznych. W 1980 powstała organizacja o nazwie Central Park Conservancy zajmująca się renowacją oraz dbaniem o Central Park. We współpracy z władzami Nowego Jorku zebrali oni około 50 mln dolarów na renowację parku, zajęli się usuwaniem graffiti. Dzięki ich wysiłkom Central Park jest teraz zadbanym, czystym miejscem wypoczynku w Nowym Jorku, który rocznie odwiedza 42 mln ludzi. W 1981 w Central Parku odbył się jeden z najsłynniejszych koncertów w historii muzyki rozrywkowej zagrany przez duet Simon & Garfunkel. Od 1992 w Central Parku i w całym mieście dozwolone jest opalanie się w stroju topless przez kobiety, dzięki wyrokowi Sądu Apelacyjnego w Nowym Jorku, z powodu ówczesnej potrzeby społecznej. Prawo dotyczy osób, które nie biorą udziału w jakimkolwiek przedsięwzięciu komercyjnym. Wcześniej prawo do niekompletnego ubioru miały tylko kobiety karmiące.

## W kulturze masowej
- Hair – film przedstawia przez znaczną część czasu hipisów bawiących w Central Parku
- Troll w Nowym Jorku – niemal cały film rozgrywa się w Central Parku
- Pingwiny z Madagaskaru – większość odcinków rozgrywa się wyłącznie w Zoo w Central Parku i jego sąsiedztwie.
- Chip i Dale: Brygada RR – baza operacyjna Brygady jest w Central Parku
- Central Park West

## Galeria

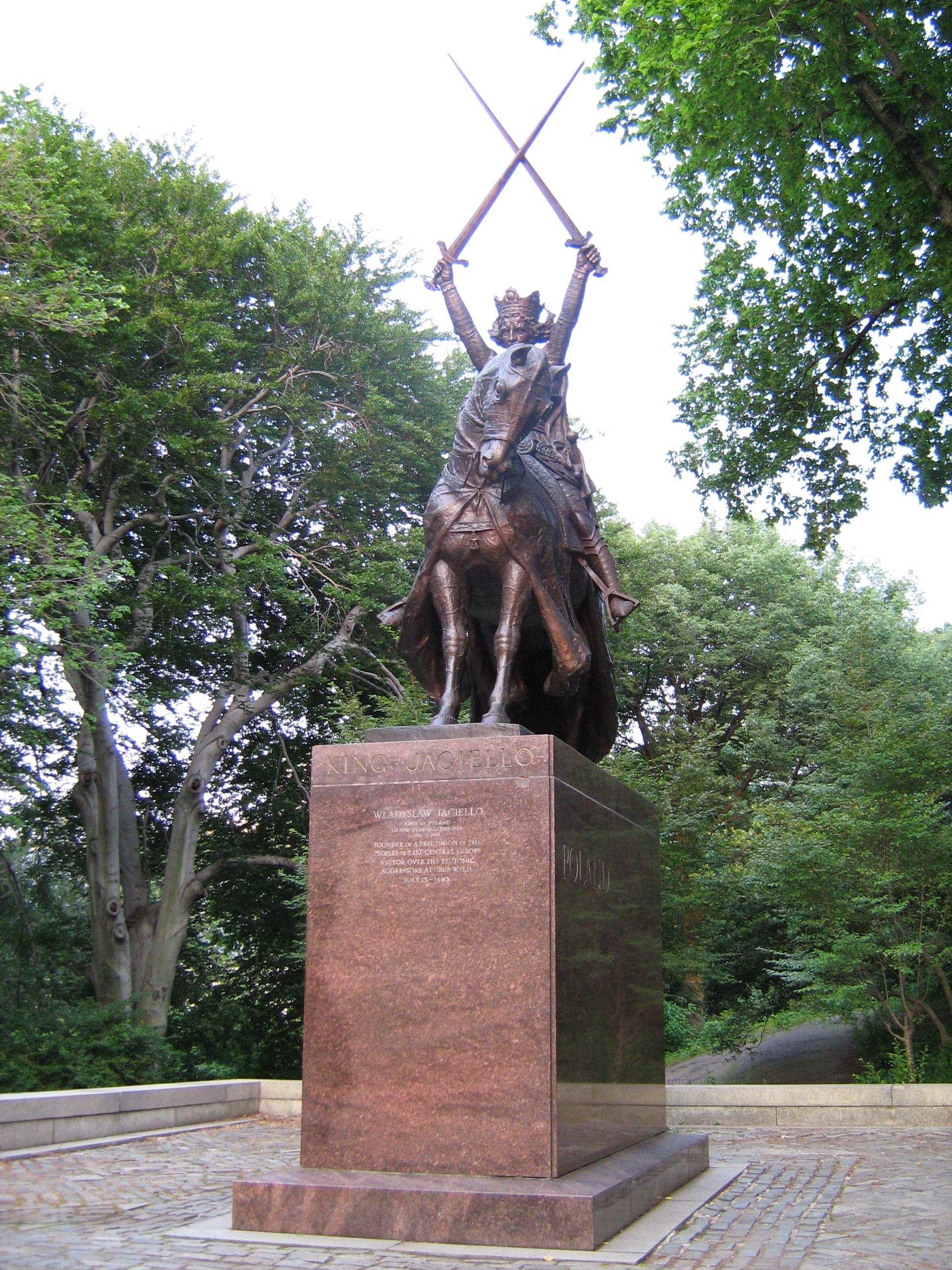
Pomnik Władysława Jagiełły w Central Parku
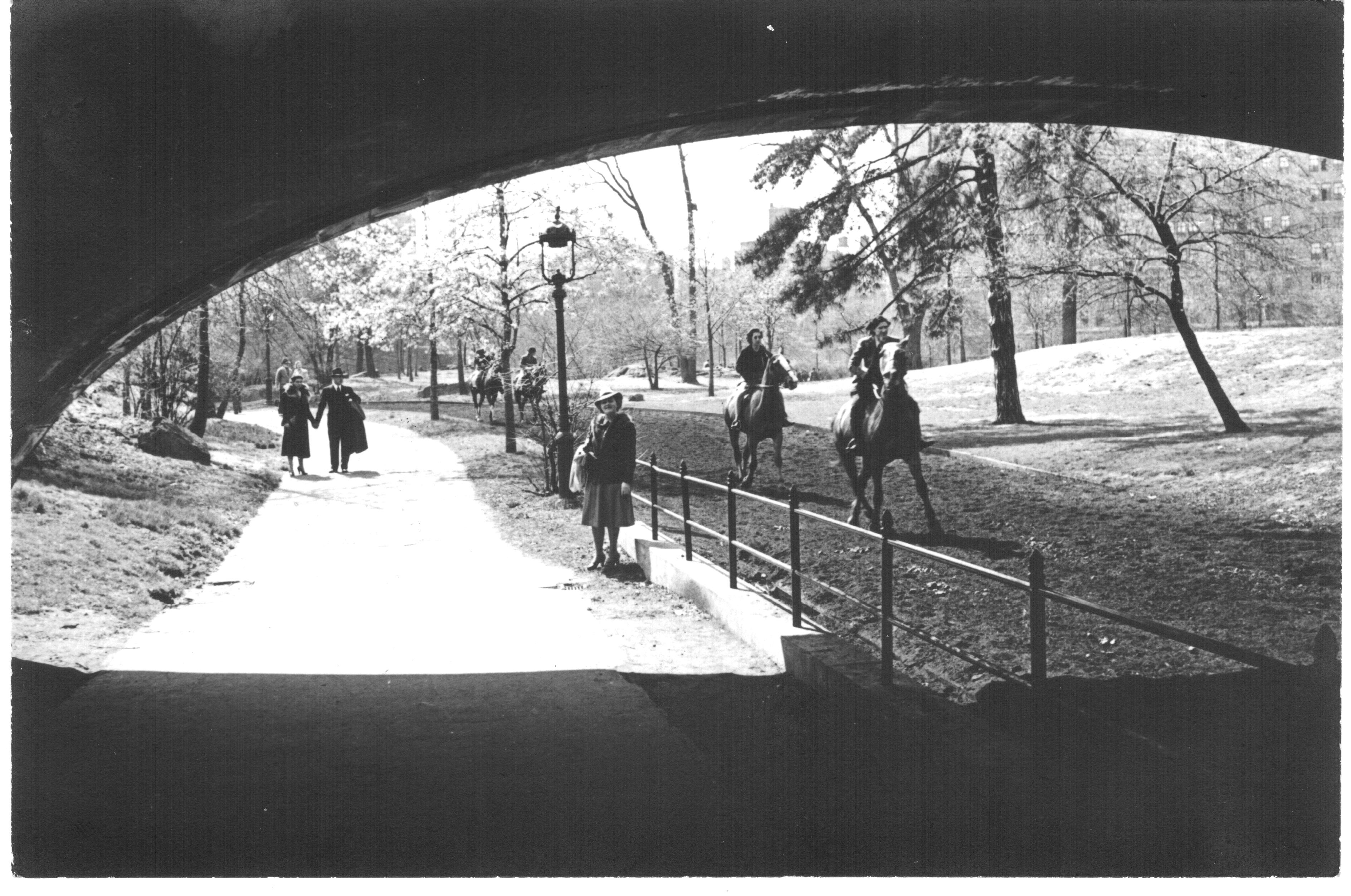
Central Park w maju 1940
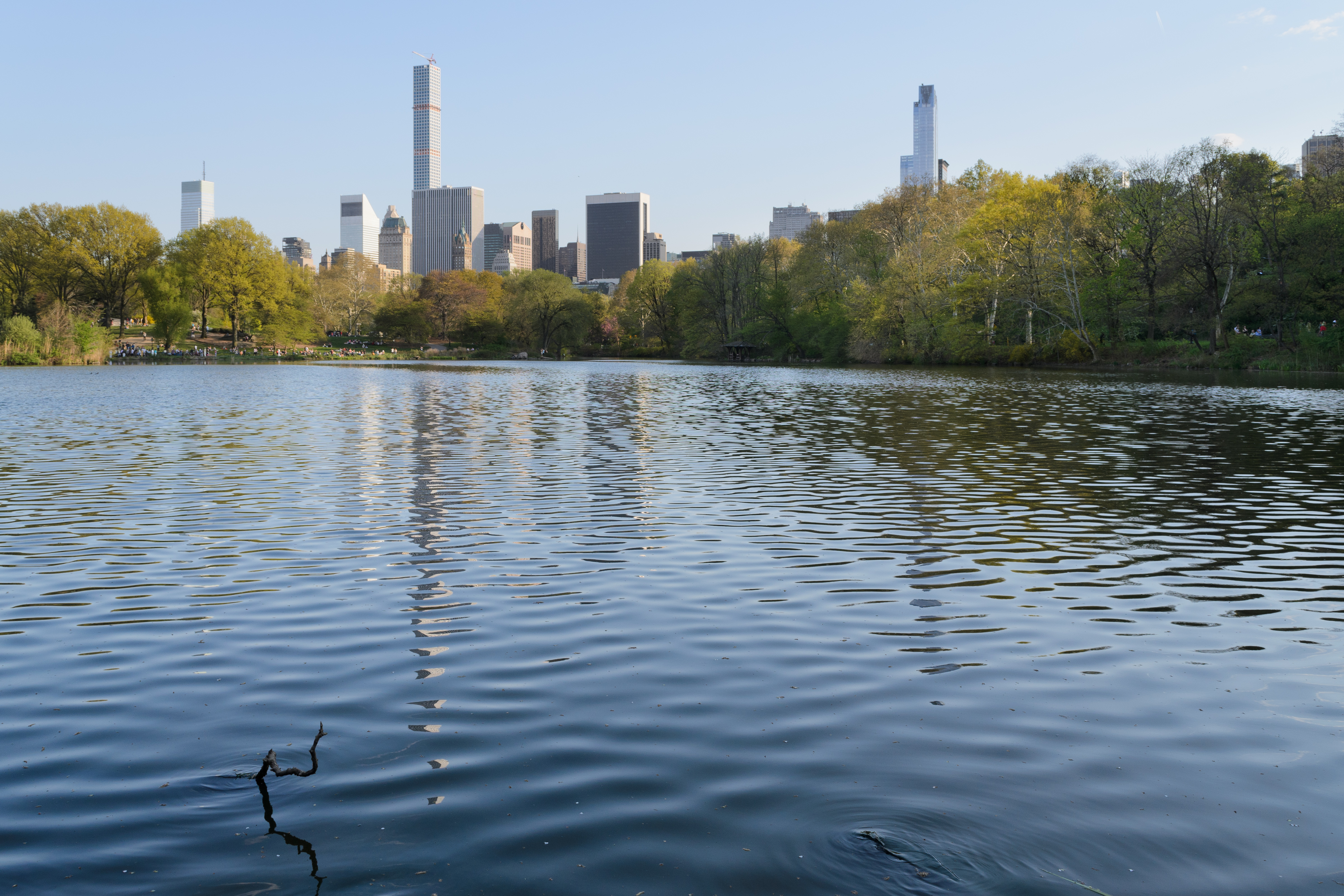
Central Park, 2015
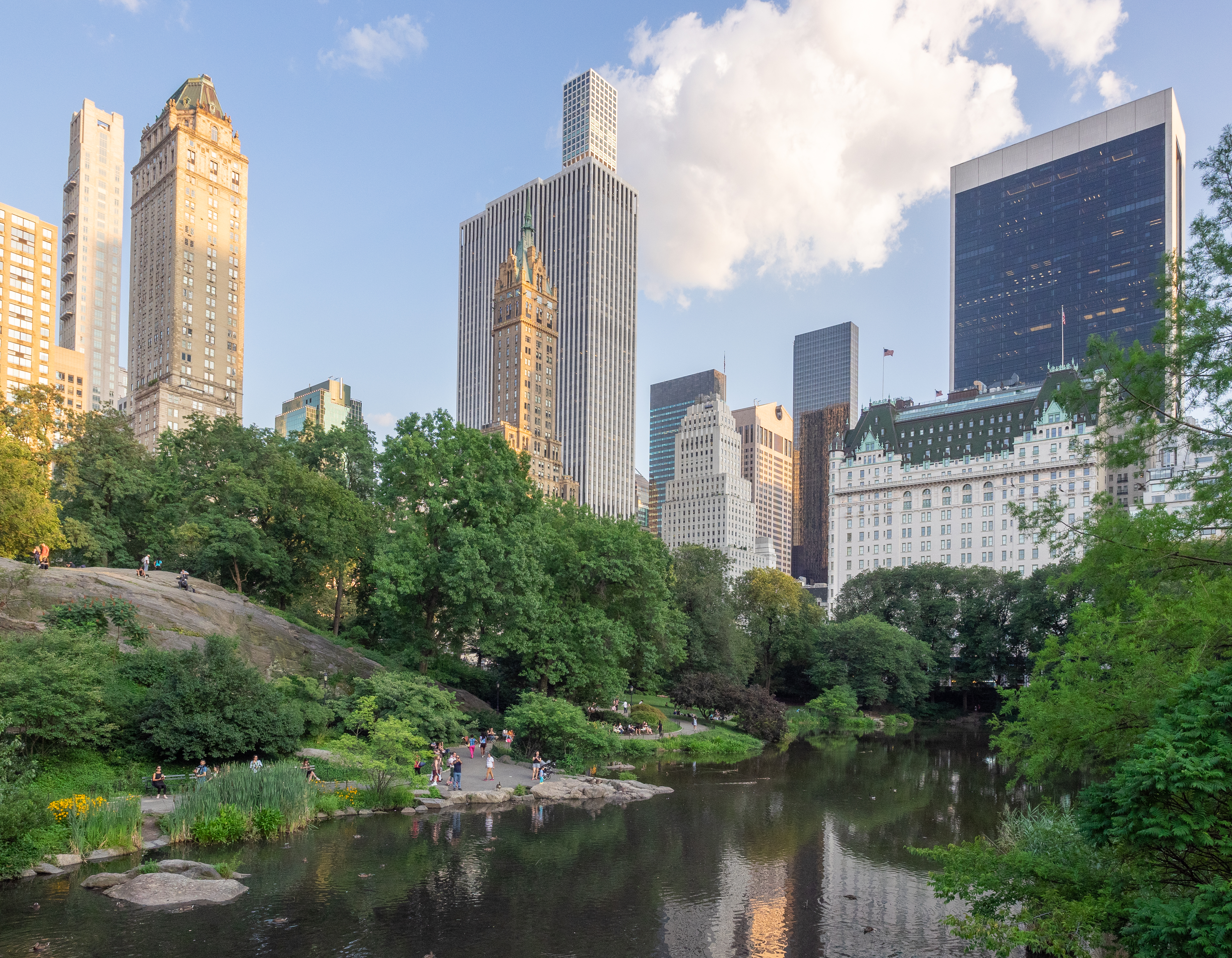
The Pond, Central Park
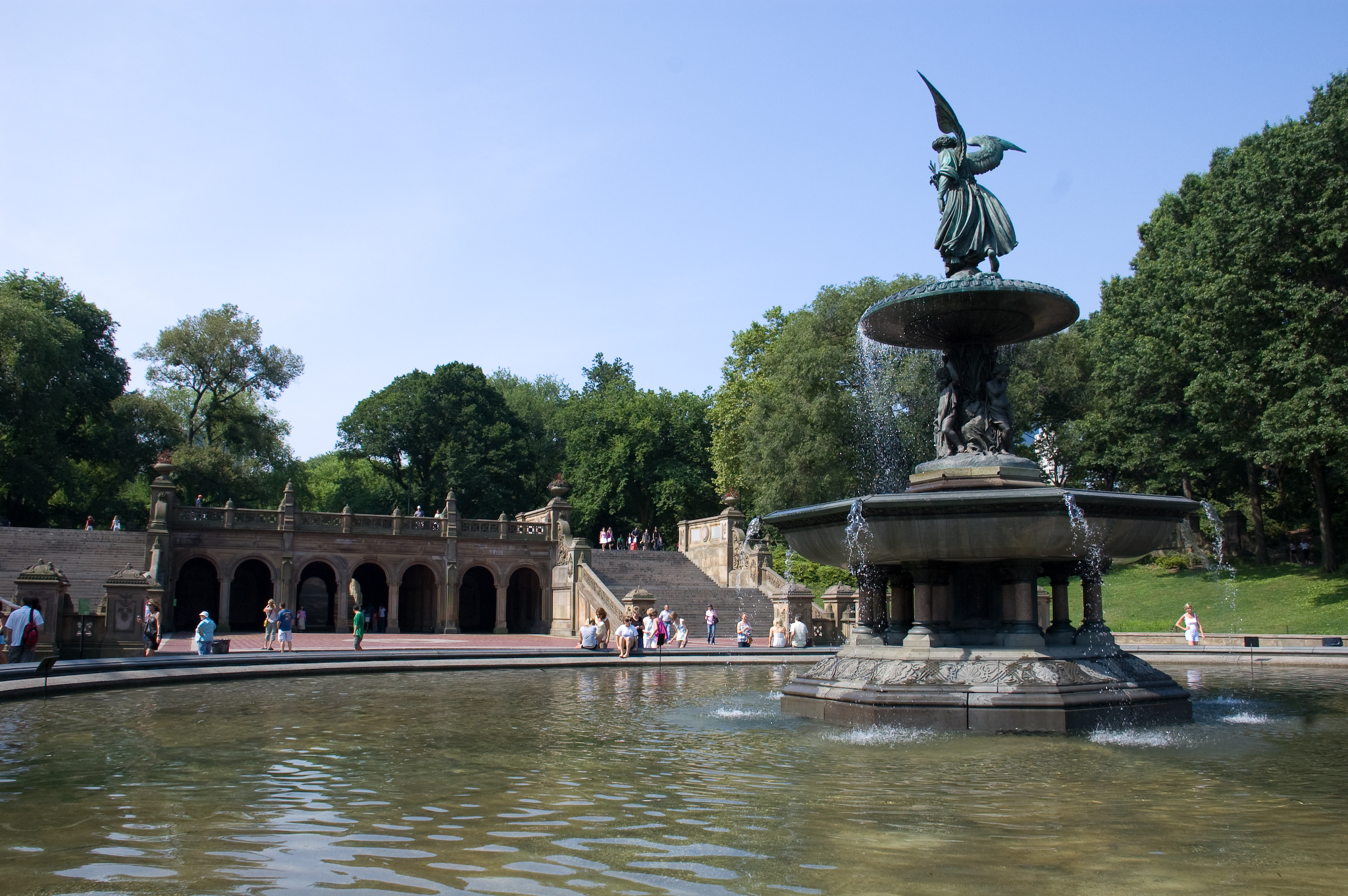
Fontanna z rzeźbą Angel of the Waters Emmy Stebbins